# Alchemilla schlechteriana
Alchemilla schlechteriana é uma espécie de rosácea do gênero Alchemilla, pertencente à família Rosaceae.